# Ra (banda)
Ra es una banda de metal alternativo norteamericana, proveniente de Los Ángeles, California. Su nombre hace referencia al dios egipcio del sol. La banda ha estado tocando desde los 90s, pero recién evolucionaron a su forma actual en el 2002. Su música fue descrita como "exótica, no familiar, pesada, no funky, directa, no sofisticada, sensual, no sentimental, implacable, no catártica. La banda es conocida por sus éxitos "Do You Call My Name", "Fallen Angels", "Don't Turn Away" y "Broken Hearted Soul". Actualmente lleva vendidos 350,000 álbumes en América del Norte.

## Logo
El logo de Ra es simplemente el nombre de la banda con la tipografía mael, con algunas modificaciones. Algunos fanes afirman que se distingue el ojo de Ra. Antes de que la banda fuera consolidada, tenía un logo diferente que se puede ver en su EP One. El logo actual generalmente lo colocan en el centro de lo que sería un sol. Ha sido modificado incontables veces a través de los años.

## Historia

### Origen del nombre
"Me senté con un amigo mío, y propusimos más de 25 nombres diferentes, mientras pensaba las cosas que yo escribía. Descubrí que hay un tema subyacente: el 80% al 90% de mis letras tenían la palabra "sol" en ella. Así que tengo un fetiche del sol y pensé que Ra era apropiado. Además está el hecho de que me afeito la cabeza y me veo como Yule Brenner en los Diez Mandamientos. También tuve dos razones o trucos, por así decir. Es un nombre corto y bonito del cual te permite hacer maravillas. Y la otra es que cuando se tiene una lista de nombres de las bandas que tienen una cierta cantidad de espacio. Así que si su nombre es Limp Bizkit, tienes que encajar 10 letras, por lo que los caracteres van a ser pequeños. Si tu nombre es Ra tienes dos letras gigantes tomando el mismo espacio, lo que da la sensación de que es más grande. Ra fue concebido en 1997. Hubo una película llamada The Rage:. Carrie II. Les gustó una canción que yo había llamado "Crazy Little Voices", y la convirtieron en la canción de los créditos finales. Así que necesitábamos un nombre para ese álbum. Así que dije - Vamos a usar Ra -. "
"Cuando yo estaba nombrando a la band, quería llegar a algo que empatara el Sol en la imagen de la banda. Estaba pensando en diferentes tipos de cosas pero me gustó la idea de Ra porque es corto, melodramático y tiene una especie de cosa extraña y realmente única"
- Todas las citas tomadas de entrevistas de Sahaj Ticotin

### Primeros años: 1996–1998
El presidente de Abandon Entertainment, Marcus Ticotin, financia el primer disco de su hermano menor mientras Sahaj vivía en Greenwich, Connecticut con su mentor y amigo, Rob Jones. Llevaron a cabo audiciones abiertas para encontrar baterista, guitarrista y bajista. Muchos de los mejores músicos de Nueva York se presentaron a la audición, pero solo Skoota Warner sirvió de barrera entre el funk y el hard rock, según Sahaj. El veterano bajista de R&B, Kirk Lyons y el guitarrista Ben Mauro (que tocó con Lienel Ritchie y Britney Spears) también pasan a integrar la banda. La banda fue increíble, pero no lograbamos llegar a nada. Una pista se las arregló para ser "Crazy Little Voices", que fue la primera canción de Ra puesta a la venta, como la canción final de la película The Rage: Carrie 2.

### 1999–2001
El moderado éxito de "Crazy Little Voices" condujo a la consolidación de la banda con Edel. Ra registró muchas pistas, incluyendo "Rectifier", "Fallen Rock Zone", "Only", "End of Days", "U Need Me", "What I Am", "Sky", "The Foundation" y la primera versión de "Do You Call My Name". Edel, desconocido para la banda, estaba en sus últimas pero tenía fe en su álbum.

### OneandFrom One: 2001–2002
"Do You Call My Name" se transmitió mucho por WAAF en Boston, Massachusetts. Sobre la base de este éxito local, la banda lanzó el EP One con la orientación de su muanager, Arma Andon, en el área de Boston y se vendieron 7.500 discos en un mes y medio, causando que Universal Records quiera firmar con la banda un acuerdo de 2 álbumes sin siquiera verlos en vivo.
El amigo de Sahaj, Will Pendarvis (K-rock NYC, Sirio), le presentó a un amigo, Pablo Logus, productor de hip-hop (Puffy, Jennifer Lopez, 112, Notorious BIG, Pantera) con el que la banda gastó más de 170.000 dólares rehaciendo One, para convertirlo en From One.

### Duality: 2003–2005
From One sale a la venta y vende 180.000 discos. "Do You Call My Name" va a la número 10 a principios de 2003.
Originalmente programado para coproducir el próximo LP con Sahaj, fue el super-ingeniero Dave Schiffman (Rage Against the Machine, Audioslave, Red Hot Chili Peppers y The Mars Volta). Un estado de salud de un familiar cercano de Sahaj los obligó a producir el disco su casa solo. Universal no estaba contento con el disco de la banda les había presentado y les recomendó que usaran a Bob Marlette (Saliva, Seether, Shinedown) para grabar un par de canciones adicionales para dar al álbum más potencial de radio. Con un presupuesto de $ 400k,no había necesidad de escatimar en la producción. Con Bob, Ra grabaría "Got Me Goin'", "Take Me Away" y "Say You Will" y presentaría las canciones de Universal sólo para recibir otra mala recepción. Desesperados y muy inseguros del curso de acción correcto, Ra va a Los Ángeles para hacer un último intento de un primer sencillo de "Duality". El resultado sería "Tell Me", un gran himno roquero que pide al mundo orientación. La canción es presentada y aprobada por Universal, pero es demasiado poco y demasiado tarde. Los ejecutivos de Universal deciden dejar el registro inédito, en lugar de perder más dinero en lo que ya es un registro caro.
Se veía muy mal para la banda, pero en el invierno de 2004 Universal/Republic contrató a un hambriento director de promoción de radio llamado Dave Downey. Una de sus primeras actividades fue escuchar a todos los registros que potencialmente podría funcionar. Después de escuchar "Duality" hizo que los ejecutivos de arriba se dieran cuenta de que habían cometido un error con Ra y que estaban perdiendo en un LP potencialmente grande. Lamentablemente, el baterista original de Ra, Skoota, sentía que no podía poner más tiempo en la banda y se va en forma amistosa con el fin de hacer tener un ingreso más estable. Universal reconsidera sacar a la venta "Duality" y el álbum llega a las tiendas a finales de junio de 2005. La promoción para el álbum es buena, pero solo se venden 80.000 discos gracias a canciones como "Fallen Angels" and "Every Little Thing She Does is Magic", un cover de The Police.

### RawyBlack Sun: 2006–2008
La banda deja Universal Records y firma con Cement Shoes Records. En octubre de 2006, Ra lanza su tercer álbum titulado Raw, que incluye 11 temas en vivo y una pista de estudio nueva, "Don't Turn Away". La nueva canción (y sencillo) estaba destinada a ser un elemento de su próximo álbum, Black Sun.
El 9 de septiembre de 2008, la banda lanza su tercer álbum de estudio, Black Sun, en virtud de la nueva etiqueta de Sahaj, Sahaja Music Records. Presentaba su nuevo sencillo, "Broken Hearted Soul". "Faulty Information" iba a ser el segundo sencillo y se esperaba que tuviera un video musical, pero por falta de fondos y el tiempo, no se produjo. Otra canción notable es "The First Step", en los que Sahaj sostiene una nota de 27-28 segundos al final de la canción.

### Black Sheep: 2009–presente
El 10 de junio de 2009, Ra dio a conocer un cuarto álbum de estudio llamado Black Sheep. Es un álbum con 13 canciones atípicas que incluye su primer sencillo, "Crazy Little Voices", así como su nuevo sencillo, "Supernova".
El 9 de diciembre de 2009, en una entrevista con Sahaj Ticotin, Sahaj declaró que Ra planea una gira internacional el próximo verano. El álbum solista de Sahaj, tentativamente titulado Sahaj - Another Minute, y la canción "Another Minute" se confirma que va estar en el álbum. Una demo de la canción está en Sahaj de Myspace. Sahaj - Another Minute se dará a conocer en la segunda semana de septiembre de 2010. Ra está actualmente "en la repisa", mientras Sahaj termina su disco en solitario, pero se dice que "Ra nuevo" se trabajará después de su salida del álbum.

## Discografía

### Álbumes
| Año  | Título           | Firma                |
| ---- | ---------------- | -------------------- |
| 2000 | One              | (Self-released)      |
| 2002 | From One         | Universal Records    |
| 2005 | Duality          | Universal Records    |
| 2006 | Raw (live album) | Cement Shoes Records |
| 2008 | Black Sun        | Sahaja Music Records |
| 2009 | Black Sheep      | Sahaja Music Records |

### Sencillos
| Año  | Título                                 | Puesto en la U.S. Mainstream Rock Chart  | Álbum              |
| ---- | -------------------------------------- | ---------------------------------------- | ------------------ |
| 1999 | "Crazy Little Voices"                  | 79                                       | The Rage: Carrie 2 |
| 2002 | "Do You Call My Name"                  | 10                                       | From One           |
| 2002 | "Rectifier"                            | 30                                       | From One           |
| 2002 | "Skorn"                                | 51                                       | From One           |
| 2005 | "Fallen Angels"                        | (#29 en la cartelera Active Rock Top 40) | Duality            |
| 2005 | "Every Little Thing She Does Is Magic" |                                          | Duality            |
| 2005 | "The Only One"                         |                                          | Duality            |
| 2006 | "Don't Turn Away"                      | 36, y N.º 1 para la radio Active Rock    | Raw                |
| 2007 | "Broken Hearted Soul"                  | DNC (#38 en R&R Active Rock)             | Black Sun          |
| 2009 | "Supernova"                            |                                          | Black Sheep        |

## Miembros
- Sahaj Ticotin - (vocales, guitarra)
- Andy Ryan - (batería)
- Ben Carroll - (guitarra)
- P. J. Farley - (bajo)

### Miembros anteriores
- Skoota Warner (batería)
- Sean Corcoran (bajo)
- Dave Aaron (guitarra)